# Monte Carlo (film, 1926)
Pour les articles homonymes, voir Monte-Carlo (homonymie).
Pour le film français de Louis Mercanton, voir Monte Carlo (film, 1925).
Monte Carlo est un film américain réalisé par Christy Cabanne et sorti en 1926.

## Synopsis
Trois filles d'une petite ville, Flossie, Hope et Sally, gagnent un voyage à Monte Carlo, Monaco, parrainé par leur journal local, avec Bancroft, le journaliste vedette en tant que guide. Tony Townsend, un Américain qui a été expulsé de nombreux hôtels de Monte-Carlo pour non-paiement des factures, s'inscrit dans le même hôtel que Sally et la rencontre accidentellement alors qu'il échappe aux détectives par un balcon. Tony emprunte l'uniforme du prince Boris, qu'il trouve dans une suite attenante, et est confondu avec le prince. Lors d'un défilé de mode ce soir-là, Sally est mannequin pour Pierre, un grand créateur, et Tony devient amoureux d'elle, tandis que Flossie prend le portier pour un duc et Hope prend un serveur pour un comte. Tony déclare son amour pour Sally, mais est emprisonné comme imposteur.

## Fiche technique
- Titre : Monte Carlo
- Réalisateur : Christy Cabanne
- Scénario : Alice D. G. Miller, Carey Wilson
- Producteurs : Louis B. Mayer, Irving Thalberg
- Photographie : William H. Daniels
- Montage : William Le Vanway
- Genre : Comédie romantique[1]
- Musique : Erno Rapee
- Distributeur : Metro-Goldwyn-Mayer
- Durée : 7 bobines[2]
- Date de sortie :
  - États-Unis : 1er mars 1926

## Distribution
- Lew Cody : Tony Townsend
- Gertrude Olmstead : Sally Roxford
- Roy D'Arcy : Prince Boris
- Karl Dane : The Doorman
- ZaSu Pitts : Hope Durant
- Trixie Friganza : Flossie Payne
- Margaret Campbell : Grande Duchesse Marie
- André Lanoy : Ludvig
- Max Barwyn : Sarleff
- Barbara Shears : Princesse Ilene
- Harry Myers : Greves
- Cesare Gravina : Conte Davigny
- Tony D'Algy : Varo
- Arthur Hoyt : Bancroft
- Mary Angus : Page at Fashion Show

## Production
Certaines séquences du film ont été tournées en technicolor 2 couleurs